# Fascellina arcipotens
Fascellina arcipotens är en fjärilsart som beskrevs av Louis Beethoven Prout 1931. Fascellina arcipotens ingår i släktet Fascellina och familjen mätare. Inga underarter finns listade i Catalogue of Life.